# Camille Lebrun
Pour les articles homonymes, voir Guyot et Lebrun.
Pauline Guyot, dite Camille Lebrun, née à Paris le 1er mai 1805 et morte dans le 15e arrondissement de Paris le 19 janvier 1886, est une écrivaine française.

## Biographie
Pauline Caroline Émilie Joséphine Guyot est née à Paris le 11 floréal an 13 (1er mai 1805), fille de Louise Pélagie Guyot (1781-1862),.
Alors qu'elle est âgée de vingt-cinq ans, sa mère perd tout ce qu'elle possédait. Pauline Guyot donne d'abord des leçons de piano et de chant, puis enseigne le français, l'anglais et l'italien. Elle se consacre ensuite entièrement à des travaux littéraires. Elle prend alors le pseudonyme de Camille Lebrun,,.
Elle écrit énormément dans des genres divers : contes moraux pour les enfants,, romans, nouvelles, ouvrages d'éducation, traductions de l'anglais et de l'italien et de nombreux articles en tous genres. Elle a également traduit L'improvisatore ou la vie en Italie de Hans Christian Andersen. En 1849,  elle fonde la revue Le Miroir de la France, revue pour tous.
Elle utilise parfois d'autres pseudonymes : Fabien de Saint-Léger et Laure Dartigue. Elle publie ses livres en général à Rouen.
Pauline Guyot est morte célibataire, en son domicile du 249 rue de Vaugirard à Paris 15e, le 19 janvier 1886. Son acte de décès précise qu'elle est surnommée "Camille Lebrun".

## Œuvres

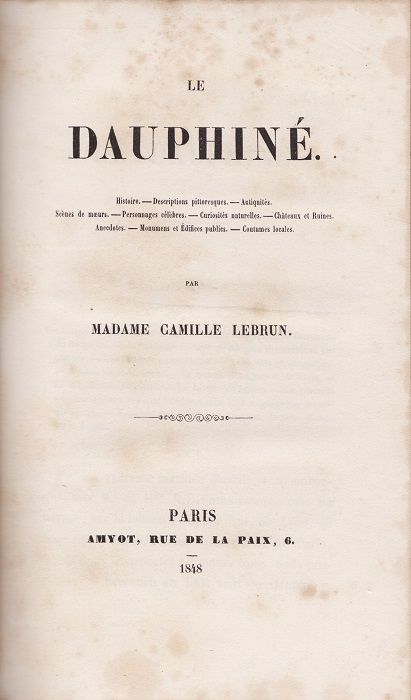
Le Dauphiné, Camille Lebrun, page de titre de l'édition originale parue chez Amyot, Paris, 1848.

- Une Amitié de Femme, roman de mœurs, Paris, 1843.
- Histoire d'un mobilier, scènes de mœurs, Paris, 1844.
- Entretiens sur les sacrements de baptême et l'eucharistie, Le Mans, Sagnier et Bray, 1847, seul ouvrage publié sous son nom véritable.
- Le Dauphiné, Paris, 1848.
- Le Miroir de la France, ouvrage historique, biographique, artistique, littéraire et descriptif, 1849, 1854. Le premier volume a été édité par livraisons mensuelles avec le sous-titre de Revue pour tous, et imprimé à Paris, de 1849 à 1850, le deuxième volume a été publié en 1854, et imprimé à Beauvais[12].
- Trois mois à la Louisianne, 1861[13],[10].

### Ouvrages pour enfants
- Julien Morel, ou l'aîné de la famille.
- Le Bracelet, ou l'étourdie corrigée, 1842.
- Amitié et Dévouement, ou trois mois à la Louisiane, 1845.
- La Famille Raimond.
- Les Vacances à Fontainebleau.
- Madeleine, ou la jeune montagnarde.
- LEBRUN-C., CONTES MORAUX., HACHETTE LIVRE - BNF, 2020 (ISBN 2-329-44152-5 et 978-2-329-44152-8, OCLC 1249499097, lire en ligne).
- La Famille Aubry[10].
- Récréations-
- Petites histoires vraies.
- Le Royaume des nains.
- Une noble famille.
- La Marchande de fraises[10].
- La Veillée chez ma tante.
- Le Mineur de Wielicszka ,1867.

### Articles
Elle a écrit des articles littéraires, historiques, critiques, biographiques, etc. dans :
la Revue britannique, la Revue contemporaine, la Libre conscience, le Musée des familles, la Gazette du village, le Journal des femmes, le Foyer domestique, le Journal des enfants, le Courrier des familles, le Journal des jeunes personnes, l'Ami de la jeunesse, le Magasin des demoiselles, la Biographie générale, de Didot,.

### Traductions
- L'Improvisatore, ou la vie en Italie, par Hans Christian Andersen, traduction[12].
- Les Mémoires de sir Hudson Lowe.
- Articles pour la Revue Britannique : Jacques Clair-de-Lune (scène maritime), Un Ouragan à Antigoa, La Sardaigne en 1849, Une Conspiration italienne (Burlamacchi), La Civilisation en Russie.